# Station Kłaj
Station Kłaj is een spoorwegstation in de Poolse plaats Kłaj.